# Octinodes ruficollis
Octinodes ruficollis is een keversoort uit de familie van de kniptorren (Elateridae). De wetenschappelijke naam van de soort werd in 1902 gepubliceerd door Eugene Amandus Schwarz.